# Magerung

Frühneolithische Scherbe mit Abdrücken organischer Magerung

Die Magerung ist in der Keramikherstellung (Töpferei) eine Technik, mit der zu fette Tone mit mineralischen oder organischen Zuschlagstoffen vermischt werden, zum Beispiel Sand oder gemahlenem Scherben (Schamott). Dies ist vor allem für handgemachte Keramik wichtig. Durch eine entsprechende Magerung wird die Plastizität des Tones reduziert, er wird dadurch weniger zäh und klebrig, und für den Gefäßaufbau standfester. Während des Trocknungsprozesses stützt die Magerung die durch Wasserabgabe schrumpfende Tonmasse und reduziert die Rissneigung. Die Zuschläge bewirken beim Brand eine bessere Temperaturverteilung innerhalb des Brenngutes. Bei dem fertig gebrannten Scherben können je nach Art und Menge der zuvor eingesetzten Magerung verschiedene physikalische und mechanische Eigenschaften wie zum Beispiel Temperaturunempfindlichkeit, Wasseraufnahmefähigkeit, Dichte und Härte beeinflusst werden.

## Analyse
Auswertbare Parameter der Keramikanalyse sind Magerungsanteile, Magerungsmenge, Magerungsform, Magerungsverteilung, Magerungsart und Magerungsfarbe. Einige dieser Parameter können im Bruch mit dem bloßen Auge oder über Dünnschliffe identifiziert werden. Für andere sind aufwändigere Untersuchungen erforderlich.
Die Magerungsform beschreibt die äußerliche Erscheinung der zur Magerung verwendeten Materialien wie zum Beispiel gerundet, scharfkantig, blättrig oder ähnliches, sowie deren Korn- oder Teilchengrößen. Die Magerungsmenge beschreibt die quantitative Menge im Vergleich zum eigentlichen Tonmaterial sowie deren Verteilung in der Tonmatrix.

## Magerungsarten

### Anorganische Magerungsmittel
- Sand
- Quarz[2]
- Glimmer[2]
- Kalk[2]
- Feldspat[2]
- Grus: Michelsberger Kultur
- Muschelschalen: besonders im formativen Nordamerika[4]
- zerstoßener Hämatit: Linearbandkeramische Kultur
- Eisenerz[5]

### Organische Magerungsmittel
- zerstoßene Tierknochen: (La-Hoguette-Kultur, VNSG), eisenzeitliches Schweden,[6] ausnahmsweise in Glockenbecherkontext[7]
- Druschreste: Weizen (Körös-Kultur), eisenzeitliches Skandinavien[8] oder Reis (im Gujarat der Zeitenwende)[9]
- anderes organisches Material: (älteste LBK)

Diese Stoffe sollen den bindefähigen Anteil des Tones herabsetzen. Sie wirken außerdem der Schrumpfung des Tones entgegen und verhindern eine ungleichmäßige Austrocknung. Zudem verhindern Magerungskörner die Ausbreitung von Rissen und erhöhen so die Widerstandsfähigkeit gegen thermischen Schock. Oft führen jedoch kulturelle Gründe zur Auswahl eines bestimmten Zuschlags. Oft fällt die Trennung zwischen absichtlicher Magerung und natürlichen Beimischungen des Tons schwer.
Heute verwendet man meist Schamott als Magerung.

## Griechenland
Amphore, Bügelkanne oder Pithos sind häufig gemagert, da nur so die statische Festigkeit erreicht wurde, die bei diesem Format für den Brennvorgang erforderlich war. Viele dieser statuarischen Plastiken waren Hohlfiguren, die wegen des Brennvorganges im Brennofen auch kein Stützgerüst besaßen. Auch viele Votivstatuen mit dem Motiv einer Kore sind aus gemagertem Ton hergestellt worden. Beim großformatigen Kopf wurde dabei Gesicht und übriger Kopf in zwei separaten, jedoch zusammengehörigen Formen abgeformt.